# Pseudomys novaehollandiae
Pseudomys novaehollandiae és una espècie de mamífer rosegador de la família dels múrids. És endèmic d'Austràlia, on viu a altituds d'entre 0 i 900 msnm. Es tracta d'un animal nocturn i omnívor. El seu hàbitat natural són les zones de successió vegetal primerenca a intermèdia després dels incendis. Està amenaçat per canvis en el règim d'incendis, la depredació per gats ferals i guineus, la destrucció i fragmentació del seu medi i el canvi climàtic. El seu nom específic, novaehollandiae, significa ‘de Nova Holanda’ en llatí.